# Sinosaurus
Sinosaurus triassicus is een vleesetende theropode dinosauriër die tijdens het vroege Jura leefde in het gebied van het huidige China.

## Vondst en naamgeving
In 1948 benoemde en beschreef de Chinese paleontoloog Yang Zhongjian, die publiceerde onder de oudere transcriptie van zijn naam Chung Chien Young, de typesoort Sinosaurus triassicus naar aanleiding van een vondst in Yunnan. De geslachtsnaam is afgeleid van het Latijnse Sinae, "Chinezen". De soortaanduiding verwijst naar het Trias waaruit de vondst toen gemeend werd te stammen.
Het fossiel, holotype VP AS V34, is gevonden in de onderste Lufengformatie die dateert uit het Sinemurien. Het bestaat uit twee fragmenten van de bovenkaak, vier tanden uit de bovenkaak, een onderkaakfragment en drie losse tanden. Later, o.a. in 1951, zijn er door Zhongjian nog andere tanden, kaakfragmenten en werveldelen aan de soort toegeschreven, ten dele uit lagen uit het oudere Hettangien. Sommige daarvan bleken achteraf aan de sauropodomorf Jingshanosaurus toe te behoren.
Dong Zhimin meende in 2003 dat de soort identiek was aan "Dilophosaurus" sinensis maar dit wordt door andere onderzoekers betwijfeld. In 2013 werd de identiteit door Chinese onderzoekers weer verondersteld in een studie naar tanduitval door abcessen bij specimen ZLJT01, een stuk bovenkaak. In 2023 werd een completer exemplaar gemeld dat zou bewijzen dat het om een geldige soort ging.

## Beschrijving
De vondsten wijzen op een vrij kleine roofsauriër met een lengte van twee à drie meter. Onderscheidende kenmerken zijn: een erg platte praemaxilla onder het neusgat; een sleutelgatvormige opening in de zijkant van de praemaxilla aan de basis van de tak die naar het neusbeen loopt; de aanwezigheid van schildvormige uitsteeksels op de bovenkant van het articulare van de onderkaak.

## Fylogenie
Sinosaurus wordt meestal tot de Coelophysoidea gerekend. Volgens een studie van Oliver Rauhut uit 2000 was het echter een basaal lid van de Tetanurae; dit is tegenwoordig erg omstreden.